# محمد لخضر معقال
محمد لخضر معقال هو كاتب وأكاديمي جزائري. هو أيضًا أستاذ فخري في المدرسة الوطنية العليا للصحافة وعلوم الإعلام، ويشغل منصب نائب رئيس المجلس العلمي للأكاديمية الإفريقية للغات.

## مسيرته
وُلد معقال في الأوراس بخنشلة، لعائلة من عين البيضاء. يكتب باللغة الفرنسية في اللسانيات وعلم الاجتماع والفكر والتاريخ والنقد الأدبي، ويتخصّص في فلسفة اللغة وسوسيولوجية النخب. ألّف العديد من الكتب بما في ذلك دراسة مخصصة عن أعمال الكاتب الجزائري كاتب ياسين نُشرت في الجزائر، ودراسة أخرى عن ألبير كامو نُشرت في الولايات المتحدة (بالتعاون مع عائشة كاسول). كتب مع عائشة كاسول كتابًا باللغة الإنجليزية على ألبير كامو بعنوان «ألبير كامو والمصير الجزائري» (Albert Camus et le destin algérien).

## أعماله
| العنوان الأصلي (بالفرنسية) | العنوان بالعربية | سنة النشر | المرجع |
| --- | --- | --------- | ------ |
| Francophonie et arabophonie. Essai sur les questions linguistiques et sur la formation économique et sociale en Algérie précapitaliste et capitaliste | الفرانكفونية والعربية، مقال عن القضايا اللغوية والتكوين الاقتصادي والاجتماعي في الجزائر ما قبل الرأسمالية والرأسمالية | 1974      | [ 6 ]  |
| Langages et langues entre tradition et modernité | ألسنة ولغات بين التقليد والحداثة                                                                                      | 2000      | [ 7 ]  |
| Kateb Yacine. Les harmonies poétiques | كاتب ياسين، تناغمات شعرية                                                                                             | 2002      | [ 8 ]  |
| Kateb Yacine: l'indomptable démocrate | كاتب ياسين: الديموقراطي الذي لا يقهر                                                                                  | 2004      | [ 9 ]  |
| Les élites algériennes, histoire et conscience de caste, livre 1                                                                                      | النخب الجزائرية، التاريخ والوعي الطبقي (الكتاب الأول)                                                                 | 2004      | [ 10 ] |
| Langages et langues en partage et paroles données | ألسنة ولغات مُشتركة وكلمات معطاة                                                                                       | 2004      | [ 11 ] |
| Les élites algériennes, histoire et conscience de caste, livre 2                                                                                      | النخب الجزائرية، التاريخ والوعي الطبقي (الكتاب الثاني)                                                                | 2005      | [ 12 ] |
| Albert Camus, l'assassinat post mortem, en collaboration avec Aicha Kassoul, Malika Kebbas, Thanina Maougal                                           | "ألبير كامو، الاغتيال بعد الوفاة"، بالاشتراك مع عائشة كاسول ومليكة كباس وثانينا موغال                                 | 2006      | [ 13 ] |
| Albert Camus et le destin algérien, en collaboration avec Aicha Kassoul                                                                               | "ألبير كامو والمصير الجزائري"، بالاشتراك مع عائشة كاسول                                                               | 2006      | [ 14 ] |
| Mammeri Mouloud le démocrate impénitent, en collaboration avec Aicha Kassoul et sous la direction de Mailka Kebbas                                    | "مولود معمري الديموقراطي غير النادم"، بالاشتراك مع عائشة كاسول وتحت إشراف مليكة كباس                                  | 2008      | [ 15 ] |
| Albert Camus et le choc des cultures, en collaboration avec Aïcha Kassoul                                                                             | "ألبير كامو وصراع الثقافات"، بالاشتراك مع عائشة كاسول                                                                 | 2009      | [ 16 ] |
| Les élites arabes et musulmanes | "ألبير كامو وصراع الثقافات"، بالاشتراك مع عائشة كاسول                                                                 | 2010      | [ 17 ] |
| La colonisation n'est pas une civilisation | الاستعمار ليس حضارة                                                                                                   | 2018      | [ 18 ] |
| La sémiologie de la guerre médiatique asymétrique | سيميولوجيا الحرب الإعلامية غير المتكافئة                                                                              | 2019      | [ 19 ] |